# Grindelwald
Grindelwald – gmina (niem. Einwohnergemeinde) w Szwajcarii, w kantonie Berno, w regionie administracyjnym Oberland, w okręgu Interlaken-Oberhasli. Leży w Berner Oberland. Miejscowość turystyczna, ze stokami narciarskimi, punkt wypadowy wypraw na lodowiec Eigergletscher i na Wetterhorn. Latem baza górskich wycieczek i wspinaczki skałkowej. 
Centrum miejscowości leży na wysokości 1 034 m n.p.m. Liczy 3 800 stałych mieszkańców (31 grudnia 2020), jednak w sezonie (tak letnim jak i zimowym) za sprawą turystów i narciarzy ich liczba rośnie nawet kilkakrotnie. W miejscowości jest ok. osiem tys. miejsc noclegowych, a w 2019 r. zanotowano 1 344 927 osobonocy.

## Współpraca
Miejscowość partnerska:
- Matsumoto, Japonia

## Transport
Komunikację zapewnia szwajcarska kolej Berner-Oberland-Bahn. Grindelwald posiada połączenie kolejowe z Interlaken. Wengernalpbahn łączy Grindelwald z przełęczą Kleine Scheidegg, a stamtąd można wyruszyć koleją Jungfraubahn na przełęcz Jungfraujoch i dalej na Eiger. W miejscowości są 44 koleje linowe, wyciągi narciarskie i inne mechaniczne urządzenia transportu. 
Przez teren gminy przebiega droga główna nr 221.

## Turystyka
Od końca XVIII w. Grindelwald stał się popularnym celem wypraw turystycznych. W sierpniu 1834 r. do doliny dotarł Juliusz Słowacki wraz z towarzyszami swej alpejskiej wędrówki (bracia Antoni (1812-1844), Feliks (1815-1870) i Kazimierz (1816-1875) Wodzińscy oraz Juliusz Grużewski (1808-1865)). W liście do matki, Salomei Bécu, datowanym w Genewie 21-23 sierpnia tegoż roku, wspominał o spływających do doliny dwóch lodowcach oraz o obserwowanych tam lawinach.
Obecnie turyści mają do dyspozycji w Grindelwaldzie 300 km letnich pieszych szlaków turystycznych i 160 km tras rowerowych. W zimie do dyspozycji narciarzy jest 214 km tras zjazdowych i 50 km tras biegowych, a turyści dysponują 70 km tras pieszych.

## Osoby związane z gminą
- Richard Wagner, mieszkał tutaj

## Galeria

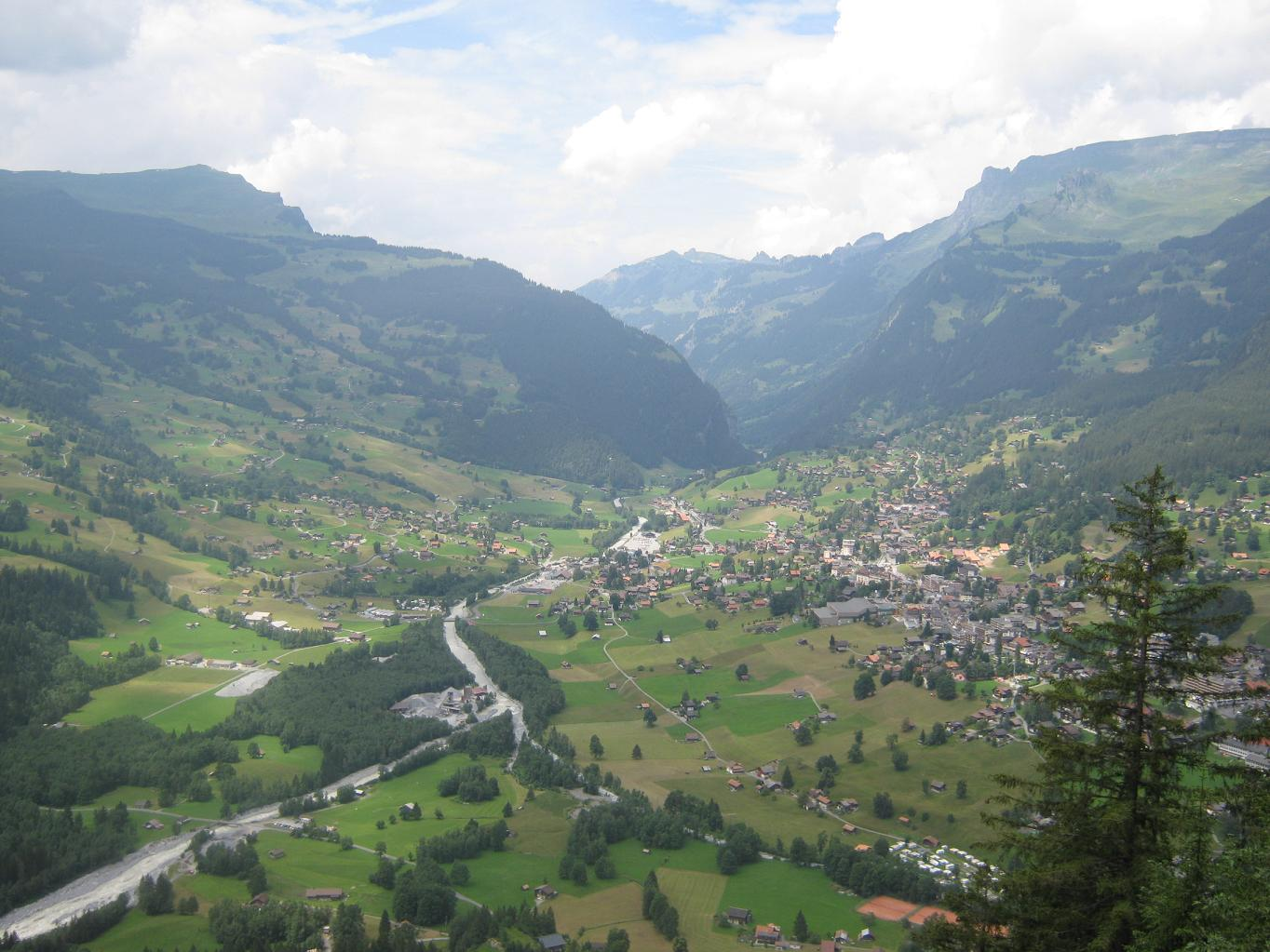
Grindelwald
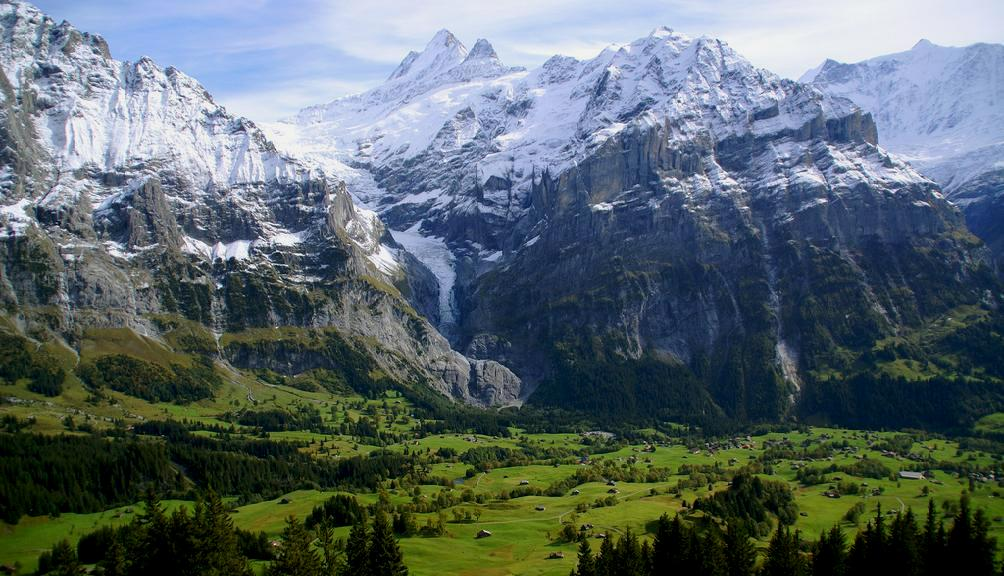
Widok na Alpy Berneńskie z Grindelwaldu
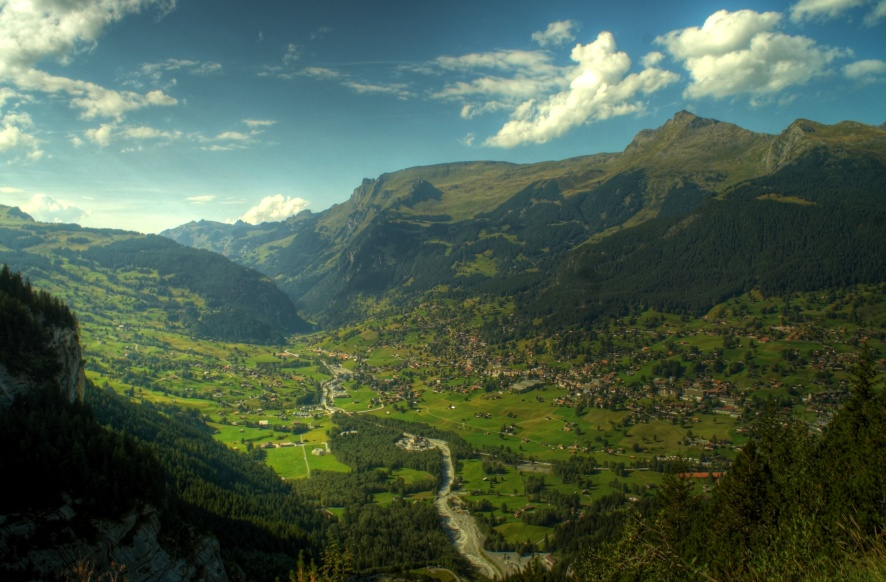
Grindelwald
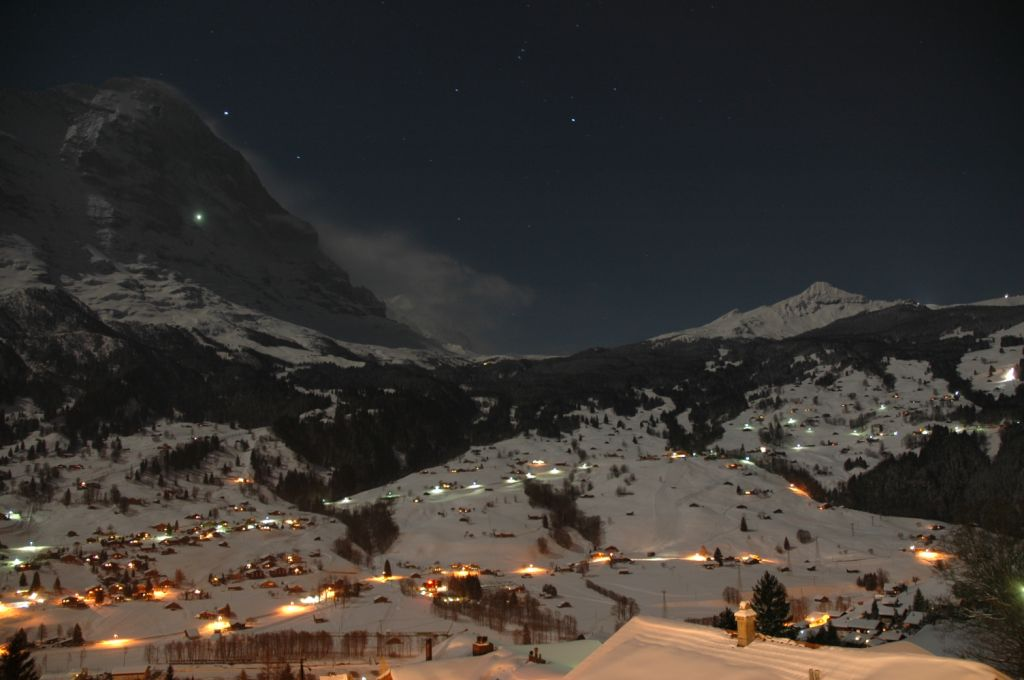
Eiger, Grindelwald, Kleine Scheidegg i Lauberhorn